# Топ-50 самых влиятельных лиц в российском искусстве по версии журнала «Артхроника»
Топ-50 самых влиятельных лиц в российском искусстве по версии журнала «Артхроника», 50 самых влиятельных лиц в русском искусстве — арт-рейтинг, который ежегодно публиковался в зимнем номере журнала начиная с января 2007 года по 2012 год и являлся одним из главных его проектов.
Подводить итоги арт-года можно, составляя список главных событий, больших удач и больших провалов, лучших проектов, громких скандалов и т. д. Но «АртХроника» решила составить рейтинг людей, которые делали эти громкие, важные, значительные, скандальные события (январь 2007)

## Список
Тёмно-голубым выделен лидер, голубым — первая десятка. Серым цветом отмечены лица, фигурирующие в списке 1 раз.
| Место | 2012                                       | ← 2011                               | ← 2010                                 | ← 2009                                          | ← 2008                                          | ← 2007                                           | ← 2006 |
| ----- | ------------------------------------------ | ------------------------------------ | -------------------------------------- | ----------------------------------------------- | ----------------------------------------------- | ------------------------------------------------ | --- |
| 1.    | Василий Церетели ▲ 2                       | Роман Абрамович и Дарья Жукова ▬     | Роман Абрамович и Дарья Жукова ▲ 1     | Иосиф Бакштейн ▲ 3                              | Роман Абрамович и Дарья Жукова Новый            | Андрей Ерофеев ▲ 5                               | Николас Ильин                                                                                                |
| 2.    | Ольга Свиблова ▬                           | Ольга Свиблова ▲ 2                   | Иосиф Бакштейн ▼ 1                     | Роман Абрамович и Дарья Жукова ▼ 1              | Марат Гельман ▲ 9                               | Олег Кулик ▲ 5                                   | Елена Селина                                                                                                 |
| 3.    | Роман Абрамович и Дарья Жукова ▼ 2         | Василий Церетели ▲ 3                 | Марат Гельман ▲ 1                      | Ольга Свиблова ▲ 2                              | Иосиф Бакштейн ▲ 3                              | Василий Церетели ▲ 6                             | Иосиф Бакштейн                                                                                               |
| 4.    | Владимир Овчаренко ▲ 6                     | Иосиф Бакштейн ▼ 2                   | Ольга Свиблова ▼ 1                     | Марат Гельман ▼ 2                               | Илья и Эмилия Кабаковы ▲ 6                      | Ольга Свиблова ▲ 2                               | Михаил Пиотровский                                                                                           |
| 5.    | Pussy Riot Новый                           | Марат Гельман ▼ 2                    | Шалва Бреус ▲ 5                        | Жан-Юбер Мартен Новый                           | Ольга Свиблова ▼ 1                              | Елена Селина ▼ 3                                 | Андрей Ерофеев                                                                                               |
| 6.    | Марина Лошак ▲ 22                          | Екатерина Дёготь ▲ 4                 | Василий Церетели ▲ 1                   | Андрей Ерофеев ▲ 1                              | Елена Селина и Сергей Хрипун ▼ 1                | Иосиф Бакштейн ▼ 3                               | Ольга Свиблова                                                                                               |
| 7.    | Андрей Ерофеев ▲ 13                        | Шалва Бреус ▼ 2                      | Софья Троценко ▲ 1                     | Василий Церетели ▲ 1                            | Андрей Ерофеев ▼ 7                              | Николас Ильин ▼ 6                                | Олег Кулик                                                                                                   |
| 8.    | Илья и Эмилия Кабаковы ▲ 6                 | Борис Гройс ▲ 8                      | Стелла Кесаева ▲ 19                    | Софья и Роман Троценко ▲ 1                      | Василий Церетели ▼ 5                            | Анатолий ОсмоловскийНовый                        | Марат Гельман                                                                                                |
| 9.    | Стелла Кесаева ▬                           | Стелла Кесаева ▼ 1                   | Андрей Ерофеев ▼ 3                     | Олег Кулик ▲ 12                                 | Софья и Роман Троценко ▲ 22                     | Игорь Маркин ▲ 39                                | Василий Церетели                                                                                             |
| 10.   | Иосиф Бакштейн ▼ 4                         | Владимир Овчаренко ▲ 2               | Екатерина Дёготь ▲ 1                   | Шалва Бреус Новый                               | Екатерина Дёготь Новый                          | Айдан Салахова ▲ 5                               | Владимир Семенихин                                                                                           |
| 11.   | Марат Гельман ▼ 6                          | Виктор Мизиано ▲ 37                  | Екатерина и Владимир Семенихины ▲ 4    | Екатерина Деготь ▼ 1                            | Пьер Броше ▲ 21                                 | Марат Гельман ▼ 3                                | Михаил Швыдкой                                                                                               |
| 12.   | Дмитрий Озерков ▲ 10                       | Андрей Монастырский ▲ 2              | Владимир Овчаренко ▲ 11                | Елена Селина ▼ 6                                | Василий Бычков ▲ 18                             | Илья КабаковНовый                                | Александр Виноградов — Владимир Дубосарский                                                                  |
| 13.   | АЕС+Ф ▲ 37                                 | Софья Троценко ▼ 6                   | Арт-группа «Война» Вернулся            | Михаил Пиотровский ▲ 1                          | Борис Михайлов Новый                            | Виктор Мизиано ▲ 11                              | Самуэль Келлер                                                                                               |
| 14.   | Виктор Мизиано ▼ 3                         | Эмилия и Илья Кабаковы ▲ 1           | Андрей Монастырский Вернулся           | Эмилия и Илья Кабаковы ▼ 10                     | Михаил Пиотровский ▬                            | Михаил Пиотровский▼ 10                           | Андрей Боровский                                                                                             |
| 15.   | Сергей Капков Новый                        | Михаил Пиотровский ▲ 5               | Эмилия и Илья Кабаковы ▼ 1             | Екатерина и Владимир Семенихины ▲ 7             | Николас Ильин▼ 8                                | Группа «АЕС+Ф»Новый                              | Айдан Салахова                                                                                               |
| 16.   | Юрий Альберт ▲ 20                          | Арт-группа «Война» ▼ 3               | Борис Гройс ▲ 28                       | Ирина Антонова ▲ 1                              | Емельян Захаров и Дмитрий Ханкин ▲ 6            | Михаил Швыдкой ▼ 5                               | Елена Гагарина                                                                                               |
| 17.   | Александр Бродский ▬                       | Александр Бродский ▲ 8               | Елена Селина ▼ 5                       | Александр Боровский ▲ 12                        | Ирина Антонова ▲ 23                             | Екатерина и Владимир Семенихины ▼ 10             | Василий Бычков                                                                                               |
| 18.   | Антон Белов ▲ 8                            | Елена Селина ▼ 1                     | Емельян Захаров и Дмитрий Ханкин ▲ 8   | Айдан Салахова ▲ 8                              | Игорь Маркин▼ 9                                 | Леонид Бажанов ▬                                 | Леонид Бажанов                                                                                               |
| 19.   | Михаил Пиотровский ▼ 4                     | Тереза Мавика ▲ 9                    | Ирина Антонова ▼ 3                     | Ольга Лопухова Новый                            | Ларри Гагосян▲ 30                               | Эрик Булатов ▬                                   | Эрик Булатов                                                                                                 |
| 20.   | Елена Селина ▼ 2                           | Андрей Ерофеев ▼ 11                  | Михаил Пиотровский ▼ 7                 | Василий Бычков ▼ 8                              | Анатолий Осмоловский ▼ 12                       | Синие носыНовый                                  | Алексис де Тизенгаузен                                                                                       |
| 21.   | Михаил Миндлин ▲ 6                         | Екатерина и Владимир Семенихины ▼ 10 | Виктор Пинчук ▲ 13                     | Леонид Бажанов ▲ 18                             | Олег Кулик ▼ 19                                 | Николай «Спайдер» Палажченко ▲ 5                 | Гари Татинцян                                                                                                |
| 22.   | Андрей Монастырский ▼ 10                   | Дмитрий Озерков Новый                | Айдан Салахова ▼ 4                     | Михаил Миндлин ▲ 23                             | Екатерина и Владимир Семенихины ▼ 5             | Емельян Захаров ▲ 13                             | Джоанна Викери                                                                                               |
| 23.   | Николай Полисский Новый                    | Андрей Кузькин Новый                 | Авдей Тер-Оганьян Новый                | Владимир Овчаренко ▲ 5                          | адвокаты наследников Казимира МалевичаНовый     | Виктор Пинчук ▲ 19                               | Ирина Лебедева                                                                                               |
| 24.   | Софья Троценко ▼ 11                        | Алиса Прудникова Новый               | Олег Кулик ▼ 15                        | Павел Пепперштейн Новый                         | Сергей Гордеев Новый                            | Самуэль Келлер ▼ 11                              | Виктор Мизиано                                                                                               |
| 25.   | Борис Гройс ▼ 17                           | Ирина Лебедева ▲ 6                   | Александр Бродский Вернулся            | Сергей Гордеев ▼ 1                              | Павел Хорошилов Новый                           | Клэр и Николя Саворетти ▲ 18                     | Неизвестный русский коллекционер купил картину Дмитрия Краснопевцева «Натюрморт с тремя кувшинами» за $1 млн |
| 26.   | Дмитрий Ханкин и Емельян Захаров Вернулись | Антон Белов Новый                    | Александр Боровский ▼ 9                | Емельян Захаров и Дмитрий Ханкин ▼ 10           | Айдан Салахова ▼ 16                             | Владимир Овчаренко ▲ 10                          | Николай «Спайдер» Палажченко                                                                                 |
| 27.   | Екатерина Деготь ▼ 21                      | Михаил Миндлин ▲ 6                   | Александр Мамут Новый                  | Стелла Кесаева ▲ 7                              | Борис Гройс Новый                               | Александр Виноградов — Владимир Дубосарский ▼ 15 | Виктор Пивоваров                                                                                             |
| 28.   | Алиса Прудникова ▼ 4                       | Марина Лошак ▲ 19                    | Тереза Мавика Новый                    | Ирина Лебедева Вернулся                         | Владимир Овчаренко ▼ 2                          | Андрей Ковалёв Новый                             | Алексей Каллима                                                                                              |
| 29.   | Григорий Ревзин Вернулся                   | Виктор Пивоваров Вернулся            | Василий Бычков ▼ 9                     | Олег и Мария Байбаковы Новый                    | Александр Боровский ▲ 6                         | Андрей Монастырский Новый                        | Соня Беккерман                                                                                               |
| 30.   | Александр Мамут ▲ 19                       | Айдан Салахова ▼ 8                   | Григорий Ревзин ▲ 18                   | Виктор Мизиано ▲ 3                              | Михаил Каменский ▲ 11                           | Василий Бычков ▼ 13                              | Зураб Церетели                                                                                               |
| 31.   | Тереза Мавика ▼ 12                         | Анна Гор Новый                       | Ирина Лебедева ▼ 3                     | Павел Хорошилов ▼ 6                             | Эрик Булатов ▼ 12                               | Софья и Роман Троценко Новый                     | Михаил Миндлин                                                                                               |
| 32.   | Ирина Корина Новый                         | Борис Михайлов Вернулся              | Группа «АЕС+Ф» ▲ 7                     | Петр Авен ▲ 15                                  | Николай «Спайдер» Палажченко ▼ 11               | Пьер Броше Новый                                 | Стэла Кей (Стелла Кесаева)                                                                                   |
| 33.   | Айдан Салахова ▼ 3                         | Илья Ценципер Новый                  | Михаил Миндлин ▼ 11                    | Анатолий Осмоловский ▼ 13                       | Виктор Мизиано ▼ 20                             | Альберто Сандретти Новый                         | Петр Авен |
| 34.   | Леонид Михельсон Вернулся                  | Олег Кулик ▼ 10                      | Леонид Фридлянд и Леонид Струнин Новый | Виктор Пинчук ▲ 2                               | Стелла Кесаева (Кей) ▲ 12                       | Дмитрий ГутовНовый                               | Евгения Кикодзе                                                                                              |
| 35.   | Евгений Асс Новый                          | Ирина Антонова ▼ 16                  | Олег и Мария Байбаковы ▼ 6             | Николай Полисский Новый                         | Арт-группа «Война» Новый                        | Андрей Боровский ▼ 21                            | Емельян Захаров                                                                                              |
| 36.   | Вадим Захаров Вернулся                     | Юрий Альберт Новый                   | Дмитрий Врубель Новый                  | Пьер Броше ▼ 25                                 | Виктор Пинчук ▼ 13                              | Джоанна Викери ▼ 14                              | Владимир Овчаренко                                                                                           |
| 37.   | Анатолий ОсмоловскийВернулся               | Петер Вайбель Новый                  | Александр Авдеев Вернулся              | Вадим Захаров Вернулся                          | Симон де ПюриНовый                              | Юрий АввакумовНовый                              | Анатолий Вилков                                                                                              |
| 38.   | Андрей Кузькин ▼ 15                        | Герман Титов Новый                   | Николай Полисский ▼ 3                  | Валерий НосовНовый                              | Борис Орлов Новый                               | Марина ЛошакНовый                                | Ирина Антонова                                                                                               |
| 39.   | Александр БоровскийВернулся                | Валентин Дьяконов Новый              | Михаил Прохоров Новый                  | Группа «АЕС+Ф»Вернулся                          | Леонид Бажанов ▼ 21                             | Алексис де Тизенгаузен ▼ 15                      | Ирина Остаркова                                                                                              |
| 40.   | Арсений Жиляев ▲ 1                         | Виктор Пинчук ▼ 19                   | Павел Хорошилов ▼ 9                    | Елена Елагина и Игорь МакаревичНовый            | Марина Лошак ▼ 2                                | Ирина Антонова▼ 2                                | Вадим Захаров                                                                                                |
| 41.   | Дмитрий ГутовВернулся                      | Арсений Жиляев ▲ 2                   | Павел Пепперштейн ▼ 17                 | Ирина ПрохороваВернулся                         | Джоанна Викери▼ 5                               | Михаил КаменскийНовый                            | Александр Бродский                                                                                           |
| 42.   | Кирилл СветляковНовый                      | Владимир Гусев Новый                 | Анатолий Осмоловский ▼ 9               | Михаил Каменский ▼ 12                           | Александр Виноградов — Владимир Дубосарский▼ 15 | Жанна БуллокНовый                                | Виктор Пинчук                                                                                                |
| 43.   | Юрий АввакумовВернулся                     | Леонид Бажанов Вернулся              | Арсений Жиляев Новый                   | Александр Виноградов — Владимир Дубосарский ▼ 1 | Виктор БондаренкоВернулся                       | Антонио Джеуза Новый                             | Клэр и Николя Саворетти                                                                                      |
| 44.   | Стас ШурипаНовый                           | Алина Сапрыкина Новый                | Дарья Пыркина Новый                    | Борис Гройс▼ 17                                 | Александр АвдеевНовый                           | Владислав Мамышев-МонроНовый                     | Виктор Бондаренко                                                                                            |
| 45.   | Ирина Антонова▼ 10                         | Павел Хорошилов ▼ 5                  | Леонид Михельсон Новый                 | Дмитрий ГутовВернулся                           | Михаил МиндлинВернулся                          | Петр Авен ▼ 12                                   | Арсений Мещеряков                                                                                            |
| 46.   | Игорь Цуканов Новый                        | Павел Пепперштейн ▼ 5                | Сергей Братков Новый                   | Елена ГагаринаВернулся                          | Сергей ПоповНовый                               | Стэла Кей (Стелла Кесаева) ▼ 14                  | Евгения Петрова                                                                                              |
| 47.   | Владимир и Екатерина Семенихины▼ 26        | Группа Recyclе Новый                 | Марина Лошак ▲ 3                       | Эрик Булатов ▼ 16                               | Петр Авен▼ 2                                    | Джулия Сильвестр Новый                           | Елена Куприна                                                                                                |
| 48.   | Анна Жёлудь Новый                          | Александр Авдеев ▼ 12                | Виктор Мизиано ▼ 18                    | Григорий РевзинНовый                            | Владислав СурковНовый                           | Зураб Церетели▼ 18                               | Игорь Маркин                                                                                                 |
| 49.   | Яра БубноваНовый                           | Александр Мамут ▼ 22                 | Евгения Петрова Вернулся               | Николай «Спайдер» Палажченко▼ 17                | Андрей Монастырский▼ 20                         | Ларри ГагосянНовый                               | Ирина Прохорова                                                                                              |
| 50.   | Кирилл Кто Новый                           | Группа «АЕС+Ф» ▼ 18                  | Елена Гагарина ▼ 4                     | Марина Лошак ▼ 10                               | Фолькер ДильНовый                               | Алишер УсмановНовый                              | Ив Бувье |

## Номера журналов
- Список 2006: № 1-2, 2007
- Список 2007: № 1, 2008

## Эксперты
- 2012 год: 11 экспертов[7]
- 2011 год: 17 экспертов[3]
- 2010 год: 16 экспертов[8], среди которых были арт-критики, журналисты, коллекционеры, музейные сотрудники и галеристы. Эксперты также предложили 16 своих кандидатов для внесения в список. Далее каждый эксперт выбрал 50 самых важных на его взгляд персон и составил свой рейтинг. После того как редакция получила голоса всех экспертов, был произведен подсчет баллов. В зависимости от места, присвоенного кандидату, начислялось от одного до пятидесяти баллов, по их сумме и были выявлены победители[4].
- 2009: редакция «Артхроники» сформировала список из более чем 140 человек, которые оказывали наиболее значительное влияние на художественный процесс в России в прошедшем году. Список был разослан 16 экспертам, каждый из которых мог отобрать 50 лучших, по его мнению, кандидатур, а также внести в него не вошедшие в предварительный редакционный отбор имена. Далее за каждое полученное претендентом место ему начислялись очки, по сумме которых и были определены победители. 16 экспертов[6][9]
- 2006 год[10]

## Конец проекта
В августе 2013 года журнал прекратил своё существование.

## Попытки продолжения

### «Артгид»
Эстафету ведения рейтингов перехватил портал «Артгид», пояснив, что считает свои рейтинги продолжением проекта, начатого в «Артхронике»:
- Топ-20 самых влиятельных художников в русском искусстве 2013 года
- Топ-50 самых влиятельных фигур в русском искусстве 2013 года

«Зачем мы это делали. В 2004 году мы (тогда многие из нынешней команды „Артгида“ работали в редакции журнала „Артхроника“) впервые решили подвести итоги года в форме рейтинга — но рейтинга не самих событий в мире искусства, а людей, благодаря которым эти события произошли. В 2009 году в „Артхронике“ сменился главный редактор, а вскоре после этого издание покинули и большинство сотрудников прежней редакции, воссоединившись потом для создания журнала и сайта „Артгид“ и его раздела „Процесс“, посвященного аналитике текущего художественного процесса. Летом 2013 года журнал „Артхроника“, ежегодно публиковавший „Топ-50“, перестал издаваться, и мы решили продолжить некогда придуманный нами проект уже на сайте „Артгида“».

| - Топ-20 художников-2013 1. Петр Павленский 2. Юрий Альберт 3. Вадим Захаров 4. Владислав Мамышев-Монро 5. Эрик Булатов 6. Группировка ЗИП 7. Дмитрий Гутов 8. Ирина Нахова 9. Елена Елагина и Игорь Макаревич 10. Кирилл Кто 11. Николай Полисский 12. Илья и Эмилия Кабаковы 13. Андрей Монастырский 14. Борис Орлов 15. Андрей Ройтер 16. Ирина Корина 17. Таус Махачева 18. Леонид Тишков 19. AES+F 20. Сергей Шеховцов | - Топ-50 влиятельных фигур-2013 1. Pussy Riot 2. Ольга Свиблова 3. Елена Селина 4. Василий Церетели 5. Марина Лошак 6. Стелла Кесаева 7. Роман Абрамович и Дарья Жукова 8. Екатерина Деготь 9. Михаил Пиотровский 10. Иосиф Бакштейн 11. Ирина Антонова 12. Анна Гор 13. Зельфира Трегулова 14. Екатерина Иноземцева 15. Тереза Мавика 16. Екатерина и Владимир Семенихины 17. Анна Зайцева 18. Ольга Шишко 19. Сергей Капков 20. Владимир Овчаренко 21. Ирина Горлова 22. Екатерина Андреева 23. Александр Мамут 24. Антон Белов 25. Дмитрий Озерков 26. Леонид Бажанов 27. Шалва Бреус 28. Борис Гройс 29. Александра Обухова 30. Дмитрий Ханкин и Емельян Захаров 31. Антонио Джеуза 32. Николай Молок 33. Герман Титов 34. Инна Баженова 35. Марат Гельман 36. Тамаз и Ивета Манашеровы 37. Михаил Миндлин 38. Алексей Новоселов 39. Андрей Ерофеев 40. Алиса Прудникова 41. Евгений Асс 42. Виктор Мизиано 43. Наталия Сиповская 44. Мария Насимова 45. Екатерина Бобринская 46. Леонид Михельсон 47. Зураб Церетели 48. Аркадий Ипполитов 49. Давид Рифф 50. Анна Свергун |

- 2014
- 2015
- 2016 год
- 2017 год
- 2018 год
- 2019 год
- 2020 год (архивная версия)

### The Art Newspaper Russia
В 2014 году свой аналогичный топ-100 (за 2013 год) опубликовала и русская версия The Art Newspaper, затем последовал выпуск на следующий год. Однако идея эта продолжения не получила.

#### 2013
«100 главных людей в российском искусстве, кого вы должны узнавать в лицо»
1. Ольга Свиблова
2. Сергей Капков
3. Михаил Пиотровский
4. Марина Лошак
5. Иосиф Бакштейн
6. Дмитрий Ханкин
7. Марат Гельман, Дарья Жукова
8. Марат Гельман, Дарья Жукова
9. Василий Церетели
10. Елена Селина
11. Роман Абрамович
12. Стелла Кесаева
13. Владимир Мединский
14. Зельфира Трегулова
15. Владимир Овчаренко
16. Екатерина и Владимир Семенихины
17. Шалва Бреус
18. Екатерина Деготь
19. Инна Баженова
20. Михаил Каменский
21. Ирина Антонова
22. Михаил Швыдкой
23. Алина Сапрыкина
24. Антон Белов
25. Борис Гройс

#### 2014
1. Михаил Пиотровский
2. Сергей Капков
3. Марина Лошак
4. Ольга Свиблова
5. Иосиф Бакштейн
6. Роман Абрамович и Дарья Жукова
7. Владимир Мединский
8. Зельфира Трегулова
9. Шалва Бреус
10. Инна Баженова
11. Василий Церетели
12. Владимир Овчаренко
13. Дмитрий Ханкин
14. Елена Селина
15. Екатерина Деготь
16. Игорь Цуканов — отсутствовал в списке предыдущего года
17. Тереза Мавика — отсутствовала в списке предыдущего года
18. Александра Обухова — то же
19. Марат Гельман
20. Борис Гройс
21. Ирина Антонова
22. Виктор Мизиано — отсутствовал в списке предыдущего года
23. Маргарита Пушкина — то же
24. Василий Бычков — то же
25. Дмитрий Аксенов — то же
26. Владимир Потанин — то же
27. Виктор Вексельберг — то же
28. Петр Авен — то же
29. Екатерина и Владимир Семенихины
30. Екатерина и Уильям Макдугалл
31. Антон Белов
32. Стелла Кесаева
33. Дмитрий Озерков — отсутствовал в списке предыдущего года
34. Владимир Толстой — то же
35. Алишер Усманов — то же
36. Анна Гор — то же
37. Софья Троценко — то же
38. Григорий Ревзин — то же
39. Леонид Бажанов — то же
40. Михаил Каменский
41. Анатолий Осмоловский — отсутствовал в списке предыдущего года
42. Семен Михайловский — то же
43. Николас Ильин — то же
44. Леонид Михельсон — то же
45. Наталия Сиповская — то же
46. Андрей Ерофеев — то же
47. Евгения Кикодзе — то же
48. Марина Ситнина — то же
49. Алексей Тизенгаузен — то же
50. Гари Татинцян — то же

- C 50 по 100 место. Примечание редакции «В этой группе мы расположили имена по алфавиту, так как степень влиятельности этих персон различалась очень незначительно или их место в рейтинге редакции, например, входило в резкое противоречие с рейтингом упоминаемости СМИ».
  - Михаил Алшибая, Алексей Ананьев, Мария Байбакова, Леонард Блаватник, Максим Боксер, Александр Боровский, Катя Бочавар, Марина Варварина, Елена Гагарина, Марина Гисич, Владимир Гусев, Валентин Дьяконов, Александр Иванов и Михаил Котомин, Александр Кибовский, Ирина Коробьина, Кристина Краснянская, Наталия Курникова, Ирина Лебедева, Тамаз и Ивета Манашеровы, Виктория Маркова, Нонна Матеркова, Елена Миловзорова, Михаил Миндлин, Борис Минц, Николай Молок, Алиса Прудникова, Наталья Самойленко, Евгений Самойлов, Александра Санькова, Алина Сапрыкина, Андрей Сарабьянов, Анна Свергун, Кирилл Светляков, Сергей Скатерщиков, Елена Титова, Ирина Толпина, Андрей Толстой, Олеся Туркина, Андрей Филатов, Юлия Шахновская, Ольга Шишко, Кристина Штейнбрехер-Пфандт, Зураб Церетели, Давид Якобашвили.